# Губин, Никита Дмитриевич
Никита Дмитриевич Губин (22 января 2002 года, Тольятти, Россия) — российский футболист, полузащитник.  

## Биография
Начинал заниматься футболом в родном городе Тольятти. С 6 до 10 лет он находился в Академии имени Юрия Коноплёва, а затем переехал в Москву. Там Губин занимался в академии «Динамо» и в ФШМ «Торпедо». В сезоне 2020/21 провел 14 матчей за молодёжный состав «Сочи».
Летом 2021 года дебютировал на профессиональном уровне во взрослом футболе в составе клуба «Лада-Тольятти».
8 апреля 2022 года Губин подписал контракт с коллективом молдавской Национальной дивизии «Динамо-Авто». Первый матч за клуб провёл в чемпионате 8 апреля против «Сфынтул Георге» (0:4) — на 78-й минуте поединка россиянин заменил Октавиана Булата.
12 января 2023 года «Звезда» (СПб) расторгло соглашение по обоюдному согласию сторон.

## Клубная статистика
| Выступление      | Выступление      | Выступление      | Лига | Лига | Кубок | Кубок | Итого | Итого |
| Клуб             | Лига             | Сезон            | Игры | Голы | Игры  | Голы  | Игры  | Голы  |
| ---------------- | ---------------- | ---------------- | ---- | ---- | ----- | ----- | ----- | ----- |
| Лада-Тольятти    | Д3               | 2001/22          | 17   | 0    | —     | —     | 17    | 0     |
| Лада-Тольятти    | Итого            | Итого            | 17   | 0    | —     | —     | 17    | 0     |
| Динамо-Авто      | Д1               | 2022/23          | 2    | 0    | 1     | 0     | 3     | 0     |
| Динамо-Авто      | Итого            | Итого            | 2    | 0    | 1     | 0     | 3     | 0     |
| Звезда (СПб)     | Д3               | 2022/23          | —    | —    | —     | —     | 0     | 0     |
| Звезда (СПб)     | Итого            | Итого            | —    | —    | —     | —     | 0     | 0     |
| Всего за карьеру | Всего за карьеру | Всего за карьеру | 19   | 0    | 1     | 0     | 20    | 0     |